# Иран на Зимским олимпијским играма 2010.
Ирану је ово било девето учешће на Зимским олимпијским играма. На Олимпијским играма 2010., у Ванкуверу, Британска Колумбија у Канади учествовали су са 4 учесника (3 мушкараца и 1 жена), који су се такмичили у два спорта. На свечаном отварању заставу Аргентине носила је аплска скијашица Марјан Калхор.

## Учесници по спортовима
| Спорт           | Мушкарци | Жене | Укупно |
| --------------- | -------- | ---- | ------ |
| Алпско скијање  | 2        | 1    | 3      |
| Скијашко трчање | 1        | 0    | 1      |
| Укупно(2)       | 3        | 1    | 4      |

## Алпско скијање

### Жене
| Такмичарке    | Дисциплина | Резултати    | Резултати    | Резултати | Резултати | Резултати      |
| Такмичарке    | Дисциплина | 1. трка      | 2. трка      | Укупно    | Заостатак | Пласман/ учес. |
| ------------- | ---------- | ------------ | ------------ | --------- | --------- | -------------- |
| Марјан Калхор | Слалом     | 1:08,65 (68) | 1:09,95 (55) | 2:18,60   | 35,71     | 55 / 55 (78)   |
| Марјан Калхор | Велеслалом | 1:36,87 (68) | 1:28,52 (60) | 2:42,38   | 38,28     | 60 / 60 (86)   |

### Мушкарци
| Такмичар             | Дисциплина | Резултати    | Резултати    | Резултати    | Резултати    | Резултати     |
| Такмичар             | Дисциплина | 1. трка      | 2. трка      | Укупно       | Заостатак    | Пласман/учес  |
| -------------------- | ---------- | ------------ | ------------ | ------------ | ------------ | ------------- |
| Хосеин Савех-Шемшаки | Слалом     | 57,59 (47)   | 58,80 (40)   | 1:56,39      | 17,07        | 41 / 48 (102) |
| Хосеин Савех-Шемшаки | Велеслалом | 1:31,31 (81) | 1:34,56 (71) | 3:05,87      | 28,04        | 70 / 81 (103) |
| Пурија Савех-Шемшаки | Слалом     | Није завршио | Није завршио | Није завршио | Није завршио | Није завршио  |
| Пурија Савех-Шемшаки | Велеслалом | 1:26,44 (65) | 1:31,26 (63) | 2:57,70      | 19,87        | 60 / 81 (103) |

## Скијашко трчање

### Мушкарци
| Такмичар   | Дисциплина     | Финале  | Финале    | Финале       |
| Такмичар   | Дисциплина     | Време   | Заостатак | Место/учес.  |
| ---------- | -------------- | ------- | --------- | ------------ |
| Сатар Сеид | 15 км слободно | 42:41,1 | 9:04,8    | 89 / 95 (96) |